# 九龍巴士40X線
九龍巴士40X線是香港新界的一條巴士路線，來往烏溪沙站及葵涌邨，提供烏溪沙、馬鞍山及沙田第一城來往瀝源、禾輋、梨木樹及葵興的巴士服務，取代43X於瀝源及禾輋一帶的服務。
本線投入服務前，馬鞍山有部份地區（錦英苑、利安邨、烏溪沙站）是沒有來往瀝源、禾輋的公共交通服務，因此本線投入服務後便能夠填補空白，但是獨市而且收費極高（$10.4）。

## 歷史
- 1993年12月26日：本線投入服務，是馬鞍山首條來往葵涌的專營巴士路線，以及繼43X線後馬鞍山第二條城門隧道專營巴士路線，亦是城門隧道轉車站啟用後，首條投入服務的常規及非空調城門隧道巴士線，初時來往利安邨至葵興地鐵站。
- 1990年代中期，部分沙田及葵青區議員多次要求本線往葵涌方向繞經葵芳，但九巴以乘客可於城門隧道轉車站轉乘47X線為由而不得要領。
- 2000年12月17日：配合城門隧道巴士線空調化計劃，由全普通巴士改為全空調服務
- 2004年12月18日：配合馬鞍山鐵路（現稱港鐵屯馬綫）通車，總站由利安遷往烏溪沙站。
  - 來回程於錦英路與新總站之間加經西沙路和沙安街，增停錦英路「錦龍苑」及西沙路「利安邨」站，而不再駛入利安巴士總站。
- 2005年5月1日：配合葵涌邨巴士總站啟用延長至該處。[2]
  - 往葵涌邨方向，駛至葵益道後改經大窩口道前往新總站（不入葵興地鐵站總站），新增「葵康苑」、「葵涌邨夏葵樓」及「葵涌邨秋葵樓」三站。
  - 往烏溪沙站方向由新總站開出，經大窩口道駛回葵興地鐵站巴士總站，然後返回原有路線，途中增停「葵涌邨秋葵樓」及「新葵興花園」站。
  - 另於平日早上繁忙時間增設短途特別班次，由馬鞍山市中心單向前往葵涌邨。
- 2015年12月31日：增設到站時間預報。
- 2017年7月1日：新增由富安花園往烏溪沙站的分段收費。
- 2022年6月6日：往葵涌邨方向頭班車提早至05:15開出[3]
- 2024年3月25日：取消由恆康街開往葵涌邨之特別班次。[4]
- 2024年6月16日：來回方向於馬鞍山路近錦駿苑增設中途站。[5][6]
- 2024年8月19日：由馬鞍山市中心開出的特別班次起點站延長至烏溪沙站，同時終點站延長至葵芳南，駛至馬鞍山路後直達城門隧道，不經亞公角街、沙田第一城、源禾路及葵涌邨。[7]

## 服務時間及班次
常規班次
| 烏溪沙站開       | 烏溪沙站開  | 烏溪沙站開   | 葵涌邨開         | 葵涌邨開            | 葵涌邨開            |
| 日期             | 服務時間    | 班次（分鐘） | 服務日期         | 服務時間            | 班次（分鐘）        |
| ---------------- | ----------- | ------------ | ---------------- | ------------------- | ------------------- |
| 星期一至五       | 05:15-06:10 | 10           | 星期一至五       | 05:40、05:55、06:10 | 05:40、05:55、06:10 |
| 星期一至五       | 06:10-06:55 | 9            | 星期一至五       | 06:24-08:12         | 12                  |
| 星期一至五       | 06:55-08:43 | 7/8          | 星期一至五       | 08:12-09:45         | 8/9                 |
| 星期一至五       | 08:43-09:30 | 11/12        | 星期一至五       | 09:45-11:55         | 10                  |
| 星期一至五       | 09:30-10:00 | 10           | 星期一至五       | 11:55-14:10         | 15                  |
| 星期一至五       | 10:00-12:00 | 12           | 星期一至五       | 14:10-14:24         | 14                  |
| 星期一至五       | 12:00-15:45 | 15           | 星期一至五       | 14:24-16:12         | 12                  |
| 星期一至五       | 15:45-16:25 | 10           | 星期一至五       | 16:12-17:00         | 8                   |
| 星期一至五       | 16:25-16:50 | 8/9          | 星期一至五       | 17:00-19:12         | 6                   |
| 星期一至五       | 16:50-17:38 | 6            | 星期一至五       | 19:12-20:00         | 8                   |
| 星期一至五       | 17:38-18:58 | 10           | 星期一至五       | 20:00-23:00         | 12                  |
| 星期一至五       | 18:58-19:10 | 12           | 星期一至五       | 23:00-23:30         | 15                  |
| 星期一至五       | 19:10-21:55 | 15           | 星期一至五       | 23:30-00:30         | 20                  |
| 星期一至五       | 21:55-23:55 | 20           |                  |                     |                     |
| 星期六           | 05:15-07:18 | 12           | 星期六           | 05:40-06:55         | 15                  |
| 星期六           | 07:18-10:45 | 11/12        | 星期六           | 06:55-07:23         | 14                  |
| 星期六           | 10:45-12:00 | 15           | 星期六           | 07:23-09:59         | 12                  |
| 星期六           | 12:00-16:00 | 12           | 星期六           | 09:59-11:12         | 10/11               |
| 星期六           | 16:00-17:00 | 10           | 星期六           | 11:12-16:00         | 12                  |
| 星期六           | 17:00-17:32 | 8            | 星期六           | 16:00-17:00         | 10                  |
| 星期六           | 17:42       | 17:42        | 星期六           | 17:00-18:20         | 8                   |
| 星期六           | 17:52-18:40 | 12           | 星期六           | 18:20-20:00         | 10                  |
| 星期六           | 18;40-21:55 | 15           | 星期六           | 20:00-23:00         | 12                  |
| 星期六           | 21:55-23:55 | 20           | 星期六           | 23:00-00:30         | 20                  |
| 星期日及公眾假期 | 05:15-07:30 | 20           | 星期日及公眾假期 | 05:40-10:10         | 15                  |
| 星期日及公眾假期 | 07:30-09:00 | 15           | 星期日及公眾假期 | 10:10-18:10         | 12                  |
| 星期日及公眾假期 | 09:00-17:00 | 12           | 星期日及公眾假期 | 18:10-19:10         | 15                  |
| 星期日及公眾假期 | 17:00-20:15 | 15           | 星期日及公眾假期 | 19:10-22:10         | 12                  |
| 星期日及公眾假期 | 20:15-23:55 | 20           | 星期日及公眾假期 | 22:10-00:30         | 20                  |

特別班次（馬鞍山市中心 → 葵涌邨）
- 星期一至五：07:15、07:27、07:39、07:51、08:03、08:15
- 星期六：07:15、07:35、07:55、08:15

星期日及公眾假期不設服務

## 收費
全程：$10.4
- 過城門隧道轉車站後往葵涌邨（常規班次)／葵芳（南）（特別班次)：$6.7
- 過城門隧道後往烏溪沙站：$7.4
- 富安花園往烏溪沙站：$5.1

乘客若在城門隧道轉車站轉乘本線往烏溪沙，須補付車費$1.1；而往葵涌則可獲免費轉乘。
| - 本線設有12歲以下小童及65歲或以上長者半價優惠。 - 65歲或以上香港居民使用「樂悠咭」，以及12歲以下合資格殘疾兒童使用「殘疾人士身份」個人八達通繳付車資，均可享有每程$2.0或半價（以較低者為準）的票價優惠；12至64歲合資格殘疾人士使用「殘疾人士身份」個人八達通（包括「樂悠咭」），以及60至64歲香港居民使用「樂悠咭」繳付車資，均可享有每程$2.0或全費（以較低者為準）的票價優惠。 - 65歲或以上長者如使用長者或一般個人八達通繳付車資，則只可享有半價優惠；12至64歲合資格殘疾人士如不使用「殘疾人士身份」個人八達通，以及60至64歲人士如不使用「樂悠咭」繳付車資，必須繳付全費。 - 乘客可以現金或八達通於上車時付款，不設找續。 - 每位成人乘客可免費攜帶最多兩名4歲以下而不佔座位的兒童乘客乘車，超額之4歲以下小童必須繳付小童車費乘車。 - 持有「九巴月票」之乘客在車票有效期內，每日可享最多10程任何九龍巴士及龍運巴士路線（包括本路線，以及聯營路線的九龍巴士／龍運巴士提供的班次；惟乘搭機場「A」及「NA」線則可享原價二七折優惠（不會計算每天10次合資格車程））；而B1線則每日可享最多各2程（不會計算每天10次合資格車程）。 - 九龍巴士、城巴、龍運巴士及陽光巴士全職員工及家屬（不包括外判職員）可免費乘搭本路線，惟必須拍職員或職員家屬八達通。 - 乘客亦可透過多元化電子支付系統（e度嘟）繳付車資，包括使用非接觸式VISA卡、JCB卡、萬事達卡、銀聯卡、美國運通、大來國際、Discover Card、Apple Pay、Google Pay、Samsung Pay、AlipayHK「易乘碼」、支付寶、WeChatHK／微信支付「搭車碼」、銀聯雲閃付「乘車碼」及BOC Pay「乘車碼」。乘客使用此付款方式，使用此支付方式的乘客可享有中途下車之分段收費，以及與其他九巴／龍運獨營路線或聯營線九巴／龍運班次之轉乘優惠，惟不適用於與非九巴／龍運路線之轉乘優惠，亦不能享有「公共交通費用補貼計劃」及「長者及合資格殘疾人士公共交通票價優惠計劃」。 |

### 八達通轉乘優惠
乘客登上本線後150分鐘內以同一張八達通卡轉乘以下路線，或從以下路線登車後150分鐘內以同一張八達通卡轉乘本線，次程可獲$4.2車資折扣優惠：
40X←→荃灣／葵青路線
- 40X往葵涌邨 → 31M往石籬、39M往荃威花園、42M往長宏、234A/B往浪翠園、235M往安蔭、238M往海濱花園或243M往美景花園
- 31M往葵芳站、39M往荃灣站、42M往愉景新城、234A/B往荃灣西站、235M往葵芳站、238M往荃灣站或243M往愉景新城 → 40X往烏溪沙站

40X←→285、299X
- 40X往烏溪沙站 → 285往駿洋邨、299X往西貢
- 285或299X往沙田市中心 → 40X往葵涌邨

註：
1. 乘搭31M或235M往葵芳站方向，或乘搭本路線由烏溪沙站往葵涌邨方向，到達昌榮路同珍醬油罐頭食品下車需過對面至新豐中心轉車。
2. 乘搭本線往葵涌邨方向，需於城門隧道轉車站轉乘往荃灣方向的43X、48X、49X、73X、278A/278P/278X，才能轉乘39M、42M、238M、243M往荃灣或青衣。

## 用車演變史
40X線開辦初期用車以利蘭勝利二型（G）為主。1994年加入11米三軸巴士行走，用車以利蘭奧林比安11米（S3BL）、非空調富豪奧林比安11米（S3V）及丹尼士巨龍11米（S3N）為主。
在2000年改為全空調服務後，用車以富豪奧林比安11米（AV，已撤離）及丹尼士巨龍11、12米（AD、3AD，前者已撤離）為主。2003年加入低地台服務，用車以丹尼士三叉戟12米（ATR）及富豪超級奧林比安12米（3ASV，已撤離）為主。
2011年，加入直梯巴士，用車為Enviro500，以提升服務質素。2012年改派配置3+2座位的丹尼士巨龍取代配置2+2座位的同款巴士（2013年更被大量引入，直至其退役）行走，並於2015年10月全線低地台化。
2016年10月下旬加入配置Facelift版本的Enviro500 MMC 12米（ATENU）行走，2018年更引入城市脈搏版本的同款巴士，取代大量行走此路線達15年的所有丹尼士三叉戟12米（ATR）。
2018年底，此路線聯同89D、89S及249X線獲准使用Enviro500 MMC 12.8米（3ATENU）行走，隨後於2019年4月加入該款車型以取代部分Enviro500（ATE，於2021年8月因途徑城門隧道的路線實施電子支付系統e度嘟而短暫重新加入），令Enviro500掛牌車只剩一輛。
2019年11月，此路線加入數輛配歐盟六型引擎的Enviro500 MMC 12.8米（E6X）行走。及後於2020年8月，配合安全帶政策，此批車輛全數調離。
2021年2月，九巴安排指定路線以已安裝電子支付系統e度嘟的巴士行走，此路線採用Facelift車身的Enviro500 MMC 12米（ATENU）因而被調往相關路線，故配備歐盟四型引擎的同款巴士（ATEU，已全數撤離）增加至四輛，同時加入富豪B9TL（AVBWU，已全數撤離）行走。

## 用車
此路線共獲派21輛Enviro500 MMC（7輛12米ATENU、14輛12.8米3ATENU）
| 車隊編號  | 車牌   |
| --------- | ------ |
| ATENU385  | TC9246 |
| ATENU457  | TF7913 |
| ATENU1030 | UC5404 |
| ATENU1100 | UG1345 |
| ATENU1216 | US 129 |
| ATENU1248 | VB4398 |
| ATENU1446 | VM1605 |
| ATENU1471 | VM5628 |
| 3ATENU26  | TX2851 |
| 3ATENU49  | UD1197 |
| 3ATENU52  | UD1595 |
| 3ATENU53  | UD1599 |
| 3ATENU55  | UD1910 |
| 3ATENU56  | UD2083 |
| 3ATENU58  | UD2480 |
| 3ATENU61  | UD6264 |
| 3ATENU79  | UE4600 |
| 3ATENU103 | UF4295 |
| 3ATENU201 | VR7345 |
| 3ATENU206 | VS2707 |
| 3ATENU211 | VS3206 |

## 行車路線
常規班次
烏溪沙站開經：沙安街、西沙路、錦英路、馬鞍山路、西沙路、恒康街、馬鞍山路、恒德街、亞公角街、石門交匯處、大涌橋路、火炭路、源禾路、沙田鄉事會路、大埔公路—沙田段、城門隧道公路、城門隧道、和宜合交匯處、和宜合道、昌榮路、昌榮路迴旋處、葵涌道、葵益道、興芳路及大窩口道。
葵涌邨開經：大窩口道、興芳路、葵興站通道、葵興路、禾塘咀街、禾葵里、葵涌道、昌榮路迴旋處、昌榮路、和宜合道、和宜合交匯處、城門隧道、城門隧道公路、大埔公路、沙田鄉事會路、源禾路、火炭路、大涌橋路、石門交匯處、亞公角街、恒信街、馬鞍山路、恒康街、西沙路、馬鞍山路、錦英路、西沙路及沙安街。
特別班次
經：沙安街、西沙路、恆康街、馬鞍山路、大老山公路、沙瀝公路、沙田圍路、沙田鄉事會路、大埔公路－沙田段、城門隧道公路、城門隧道、象鼻山路、和宜合交匯處、和宜合道、昌榮路、葵涌道、葵富路、興芳路、葵福路及貨櫃碼頭路。

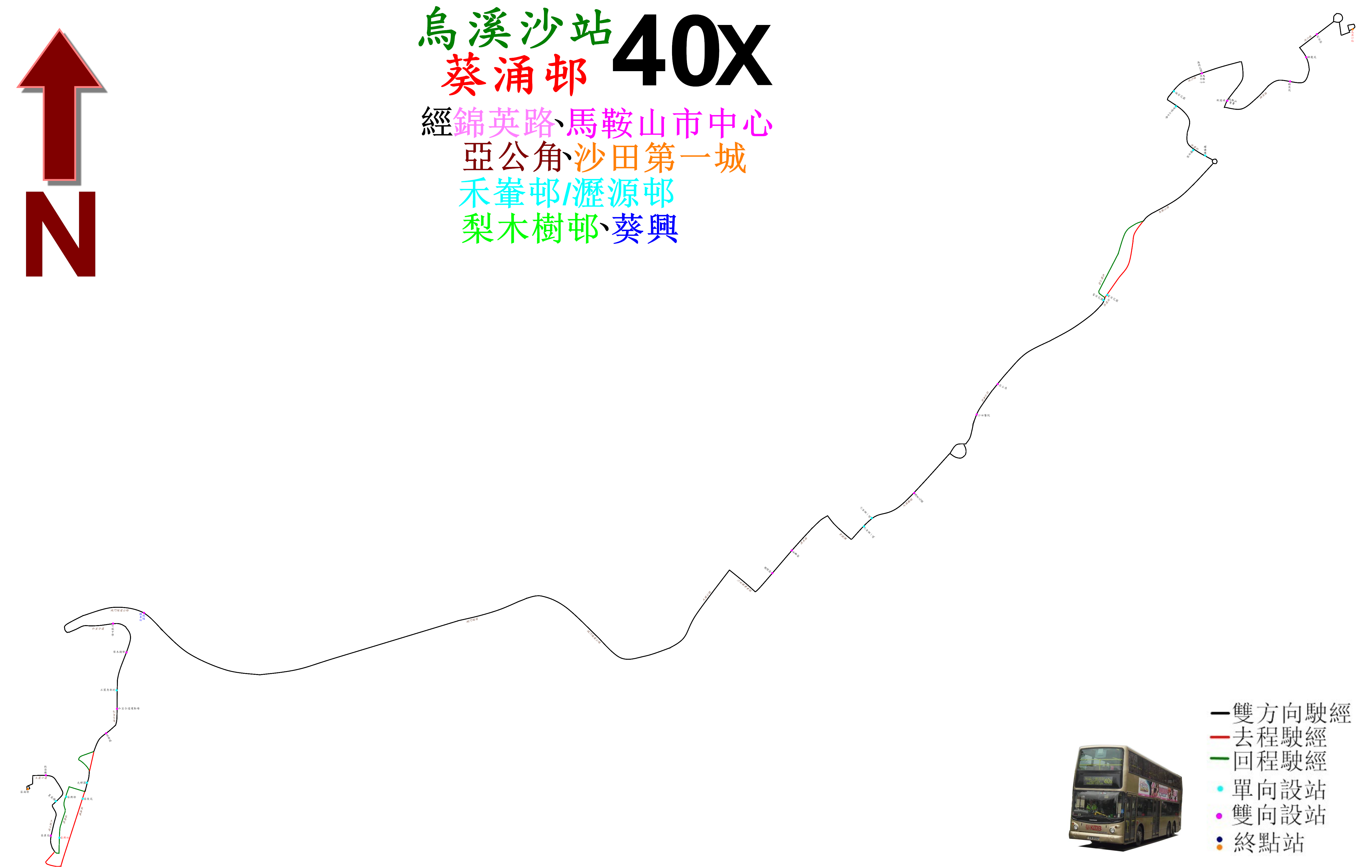
九巴40X線的走線圖

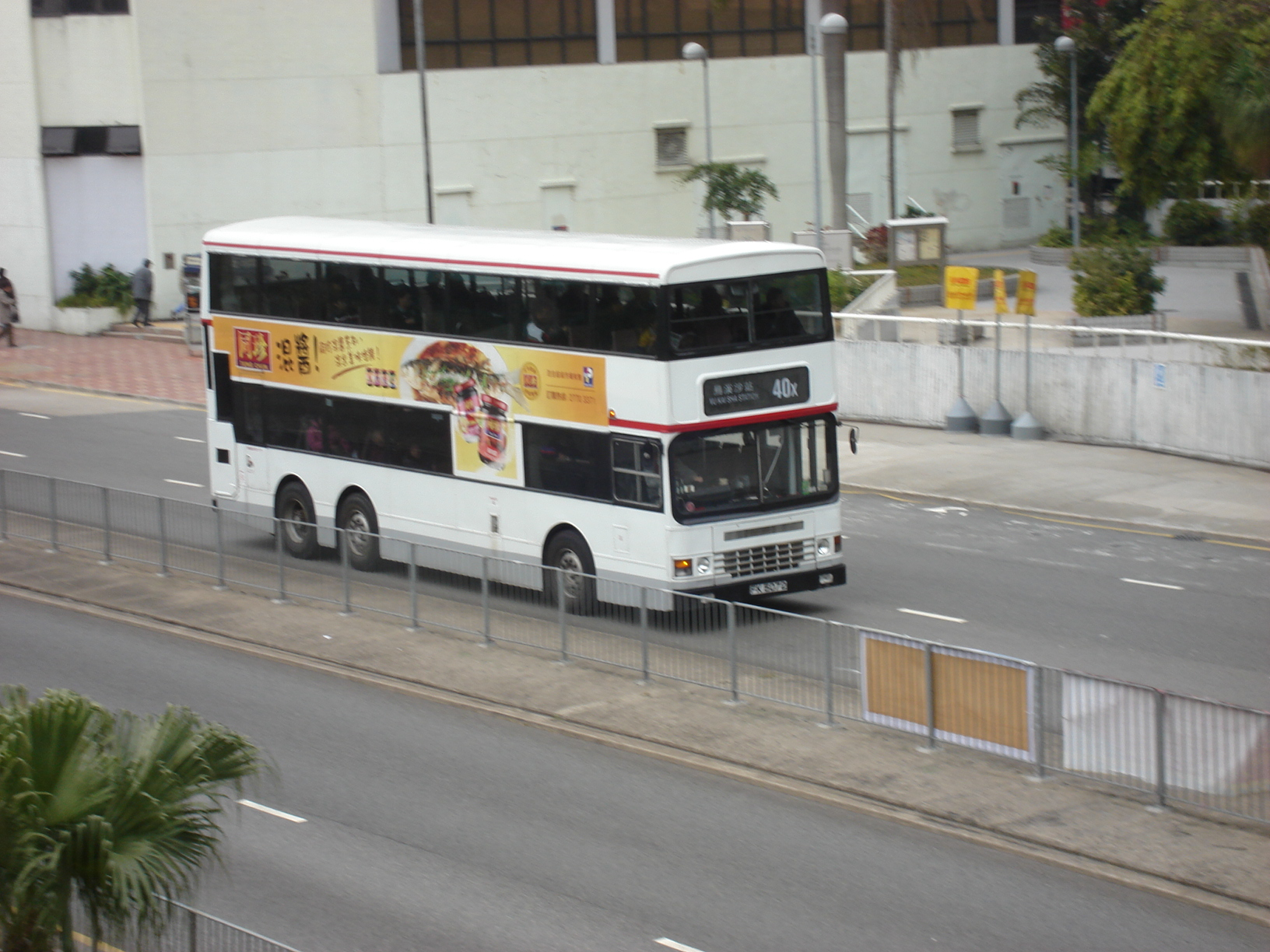
40X

所有班次的具體停站請參閱資訊框

## 客量
本線客源主要為北葵涌及葵興來往馬鞍山的乘客。然而，本線在沙田區內之行車路線較為迂迴，須途經源禾路，以及本線在繁忙時間班次經常出現脫班之情況，因此馬鞍山南部43X線服務範圍內（馬鞍西及大水坑一帶）以及濱景花園、石門工業區、沙田第一城乘客會先乘搭該路線前往城門隧道轉車站，再轉乘本線、46X或47X線往葵涌。此外本線另一詬病是與43X同屬馬鞍山對外跨區路線中往荃灣方向並沒有於新界鄉議局大樓設立分段（仍收取全程收費$10.0），令石門工業區及第一城居民於欲乘往荃灣及葵涌被迫付上較高車資，而其他往市區線如81C、84M、85X、86C、87D、89C、299X、N281及A41P等均有於該處設有分段收費。
話雖如此，本線仍是來往葵涌及馬鞍山較直接之路線，亦是源禾路目前唯一一條來往葵涌及馬鞍山市中心的全日專營巴士路線，因此客量穩定，目前仍是馬鞍山市中心及烏溪沙居民主要使用的城隧路線。由於源禾路一帶學校林立，本線在上課日亦有學生乘坐。因此，每當九巴有意把本線改經大埔公路—沙田段時，均會引起馬鞍山居民（大多為學生）反對。
然而，由於本線往葵涌方向於源禾路不設分段收費，乘搭本線由馬鞍山前往源禾路時需付全程車費$10.0，對當區學生而言相對昂貴。因此，亦有聲音要求把86S線改為全日服務，以分擔該批乘客。
根據2014年巴士路線發展計劃中的資料顯示，本線在最繁忙的一小時載客率為74%；而非繁忙時段的客量只屬一般平均載客率則為41%。